# (3080) Moisseiev
(3080) Moisseiev ist ein Asteroid des Hauptgürtels, der am 3. Oktober 1935 von der russischen Astronomin Pelageja Fjodorowna Schain am Krim-Observatorium in Simejis entdeckt wurde.
Der Asteroid wurde nach dem russischen Astronomen Nikolai Moissejew benannt.